# Gregorio López Madera (f. 1595)
Gregorio López Madera (Madrid, siglo xvi-Madrid, 3 de mayo de 1595) fue un médico español, padre del jurista del mismo nombre.

## Biografía
Nació en Madrid, hijo de Francisco López de Madrid y Luisa Madera. Comenzó la carrera de teología, pero la abandonó para estudiar medicina en la Universidad de Alcalá de Henares. A los veintisiete años fue nombrado médico de cámara de Carlos I y su familia y, más tarde, protomédico general. Se casó con Isabel de Halia y Ronquillo, con quien tuvo dos hijos: Gerónimo, capitán de infantería que murió en combate en Namur en 1578, y Gregorio, escritor y miembro del Consejo de Castilla.
En 1569, acompañó a Juan de Austria en la rebelión de las Alpujarras y el 10 de septiembre de 1571, en Mesina, se le concedió el título de protomédico general de la Liga Santa. En ese mismo año, se vio involucrado junto con su hijo Gerónimo, por entonces capitán graduado de galera, en la batalla de Lepanto. Pasó a servir a Carlos Manuel I de Saboya después de su matrimonio con Catalina Micaela de Austria hasta 1589, cuando volvió a España. A este duque le dedicó la obra de Francisco Vallés De urinis, pulsibus ac febribus compendiaria tractatio. Murió en Madrid el 3 de mayo de 1595 y fue sepultado en la capilla de santo Domingo del convento de Nuestra Señora de Atocha junto a la espada que el papa Pío V le envió a Juan de Austria y que este regaló a López Madera después de la batalla de Lepanto, que desde 1869 se conserva en el Museo Naval de Madrid. Antonio Hernández Morejón reprodujo la inscripción de su lápida:

D. O. M.

Este estoque bendito que envian los sumos pontífices a los mayores príncipes de la cristiandad, envió el santo Pio V al Sr. D. Juan de Austria, en la ocasion de la batalla naval de Lepanto, y justamente honra la sepultura del doctor Gregorio Lopes Madera, medico de la camara y del rey Felipe II nuestro señor y protomedico general, por haber sido su consejo gran parte para que le diese la batalla; pusole aqui en su capilla su hijo el licenciado Gregorio Lopes Madera, del Consejo de los reyes Felipe III y IIII nuestros señores, caballero del habito de Santiago, y señor de la casa y solar de Madera en Asturias.